# 남아일랜드

남아일랜드(초록색), 그레이트브리튼 섬과 북아일랜드(연두색)의 위치

남아일랜드(영어: Southern Ireland 서던아일랜드[*], 아일랜드어: Deisceart Éireann 데이스커르트 에이런)는 1921년 5월 3일부터 1922년 12월 6일까지 현재의 아일랜드 공화국에 존재했던 그레이트브리튼 아일랜드 연합왕국(영국)의 자치 지역이다.
1921년 5월 3일에 《1920년 아일랜드 정부법》에 따라 영국의 자치 지역으로 설립되었다. 당시 아일랜드섬에 있던 32개 주 가운데 로마 가톨릭교회가 다수를 차지하고 있던 26개 주가 남아일랜드에 편입되었으며 이와 함께 개신교가 다수를 차지하고 있던 6개 주가 북아일랜드에 편입되었다. 1922년 12월 6일에 영국-아일랜드 조약에 따라 아일랜드 자유국이 설립되면서 해체되었다.

## 같이 보기
- 아일랜드